# 赫爾灣
74°55′S 137°40′W / 74.917°S 137.667°W
赫爾灣（英語：Hull Bay）是南極洲的海灣，位於瑪麗伯德地沿岸，寬46公里，由美國的研究隊發現，該海灣以美國國務卿命名，現時由南極條約體系管理。